# Tiêu Tử Hiển
| Nhị thập tứ sử | Nhị thập tứ sử | Nhị thập tứ sử              | Nhị thập tứ sử |
| -------------- | -------------- | --------------------------- | -------------- |
| STT            | Tên sách       | Tác giả                     | Số quyển       |
| 1              | Sử ký          | Tư Mã Thiên                 | 130            |
| 2              | Hán thư        | Ban Cố                      | 100            |
| 3              | Hậu Hán thư    | Phạm Diệp                   | 120            |
| 4              | Tam quốc chí   | Trần Thọ                    | 65             |
| 5              | Tấn thư        | Phòng Huyền Linh (chủ biên) | 130            |
| 6              | Tống thư       | Thẩm Ước                    | 100            |
| 7              | Nam Tề thư     | Tiêu Tử Hiển                | 59             |
| 8              | Lương thư      | Diêu Tư Liêm                | 56             |
| 9              | Trần thư       | Diêu Tư Liêm                | 36             |
| 10             | Ngụy thư       | Ngụy Thâu                   | 114            |
| 11             | Bắc Tề thư     | Lý Bách Dược                | 50             |
| 12             | Chu thư        | Lệnh Hồ Đức Phân (chủ biên) | 50             |
| 13             | Tùy thư        | Ngụy Trưng (chủ biên)       | 85             |
| 14             | Nam sử         | Lý Diên Thọ                 | 80             |
| 15             | Bắc sử         | Lý Diên Thọ                 | 100            |
| 16             | Cựu Đường thư  | Lưu Hú (chủ biên)           | 200            |
| 17             | Tân Đường thư  | Âu Dương Tu, Tống Kỳ        | 225            |
| 18             | Cựu Ngũ Đại sử | Tiết Cư Chính (chủ biên)    | 150            |
| 19             | Tân Ngũ Đại sử | Âu Dương Tu (chủ biên)      | 74             |
| 20             | Tống sử        | Thoát Thoát (chủ biên)      | 496            |
| 21             | Liêu sử        | Thoát Thoát (chủ biên)      | 116            |
| 22             | Kim sử         | Thoát Thoát (chủ biên)      | 135            |
| 23             | Nguyên sử      | Tống Liêm (chủ biên)        | 210            |
| 24             | Minh sử        | Trương Đình Ngọc (chủ biên) | 332            |
| -              | Tân Nguyên sử  | Kha Thiệu Mân (chủ biên)    | 257            |
| -              | Thanh sử cảo   | Triệu Nhĩ Tốn (chủ biên)    | 529            |

Tiêu Tử Hiển (chữ Hán: 萧子显; bính âm: Xiā Zi Xiǎn) (487 – 537) là nhà văn, nhà sử học thời Lương Nam Triều Trung Quốc, tự Cảnh Dương, người Lương Nam, Lan Lăng (nay thuộc Thường Châu, tỉnh Chiết Giang), cháu của Tề Cao Đế Tiêu Đạo Thành, là con trai thứ 8 của Dự Chương Vương, Đại tư mã Tiêu Nghi, em trai là nhà văn, thư gia Tiêu Tử Vân. Ông là người chủ trì việc biên soạn bộ chính sử Nam Tề thư.

## Tiểu sử
Ông lúc nhỏ thông minh, sáng dạ, được cha rất mực yêu mến, năm 7 tuổi được phong làm Ninh Đô huyện hầu, vì có dính líu đến hỗn loạn cuối thời Nam Tề, nên ông luôn trong tình trạng nguy hiểm đến tính mạng, sau ra sức hợp tác giúp Tiêu Diễn (tức Vũ Đế nhà Lương) nắm thực quyền triều đình, đoạt được ngôi vua, kiến lập nhà Lương. Thời Lương từng giữ các chức vụ quan trọng như Thái Tử trung xá nhân, Kiến Khang lệnh, Quốc tử tế tửu, Thị trung, Lại bộ thượng thư. Năm 537, được phong làm Nhân Uy Tướng quân, Thái thú Ngô Hưng, trên đường tới nhận chức ở huyện thì mắc bệnh qua đời, hưởng thọ 49 tuổi. 
Tiêu Tử Hiển nổi tiếng vì hay chữ, có tài văn chương, lúc nhỏ từng được Thẩm Ước khen ngợi. Hoàng Thái tử Tiêu Cương (sau là Giản Văn Đế) rất coi trọng ông, thường xuyên cử bọn tôi tớ trong cung tới phục vụ yến tiệc của ông, tuy nhiên ông có tật hay tự đại về tài năng của mình, lúc còn làm Lại bộ thượng thư, từng bắt mọi người tự tay cầm quạt giấy, quạt cho mình, vì thế nhiều người ghét ông, sau khi mất, Lương Vũ Đế ra chiếu ban thụy hiệu cho ông là "Kiêu".
Trước tác của Tiêu Tử Hiển bao gồm Hậu Hán thư, Tấn sử thảo, Nam Tề thư, Tấn thông Bắc phạt ký, Quý Kiệm truyện, ngoại trừ Nam Tề thư ra, đa số còn lại đều bị thất lạc.